# Via Balbia
La via Balbia è una strada costiera libica che, passando per il centro di Tripoli, collega la Tunisia con l'Egitto e misura all'incirca 1.822 chilometri. Attualmente è conosciuta anche con il nome di strada costiera nazionale (in arabo الطريق الساحلي الليبي).
Il km 0 si trovava a Ras Ajdir al confine con la Tunisia francese, mentre il km 1.822 era a Musaid, nella vicinanze dei villaggi egiziani di Musaid e Sollum.

## Storia
Inaugurata da Benito Mussolini nel 1937, la strada, originariamente nota come "litoranea libica", venne rinominata così in onore di Italo Balbo, all'epoca governatore della Libia, vittima del fuoco amico che abbatteva il suo aereo nel cielo di Tobruch il 28 giugno 1940. Nella Sirtica, al confine fra la Tripolitania e la Cirenaica, venne eretta una grande opera architettonica celebrativa della grande realizzazione, il cosiddetto arco dei Fileni, progettato dall'architetto Florestano Di Fausto.
Nel 2011 è stato teatro degli scontri durante la guerra civile libica.

L'arco dei Fileni al confine fra Tripolitania e Cirenaica sulla Via Balbia.